# Trichogaster
A Trichogaster a sugarasúszójú halak (Actinopterygii) osztályának sügéralakúak (Perciformes) rendjébe, ezen belül a gurámifélék (Osphronemidae) családjába tartozó nem.

## Tudnivalók
A Trichogaster-fajok Ázsia déli és délkeleti részein fordulnak elő. Testméretük fajtól függően 7-12,5 centiméter között mozog.

## Rendszerezés
A nembe az alábbi 4 faj tartozik:
- mézgurámi (Trichogaster chuna) (Hamilton, 1822)
- csíkos gurámi (Trichogaster fasciata) Bloch & Schneider, 1801 - típusfaj
- ajakos gurámi (Trichogaster labiosa) Day, 1877
- törpe gurámi (Trichogaster lalius) (Hamilton, 1822)

## Képek

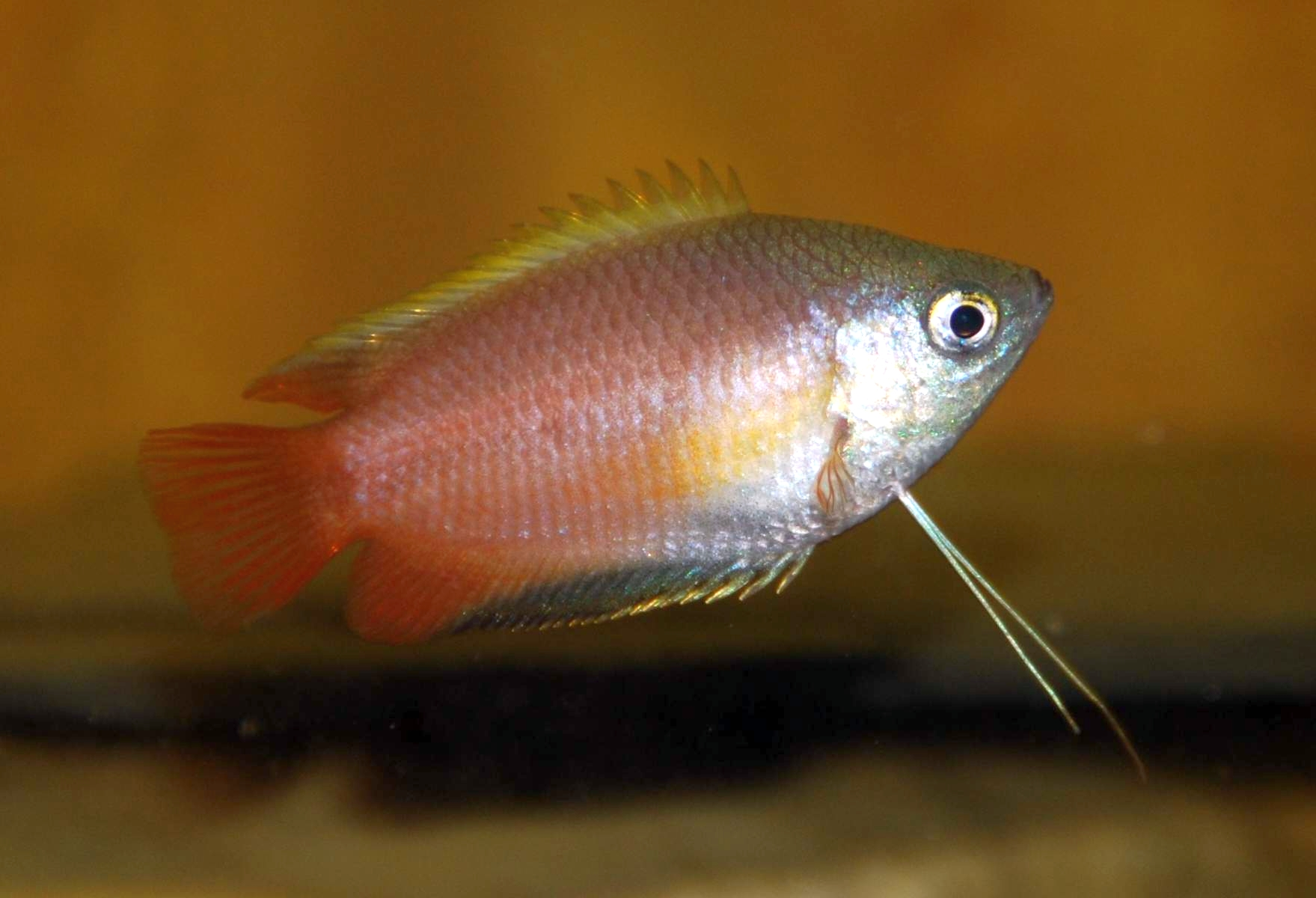
Trichogaster chuna
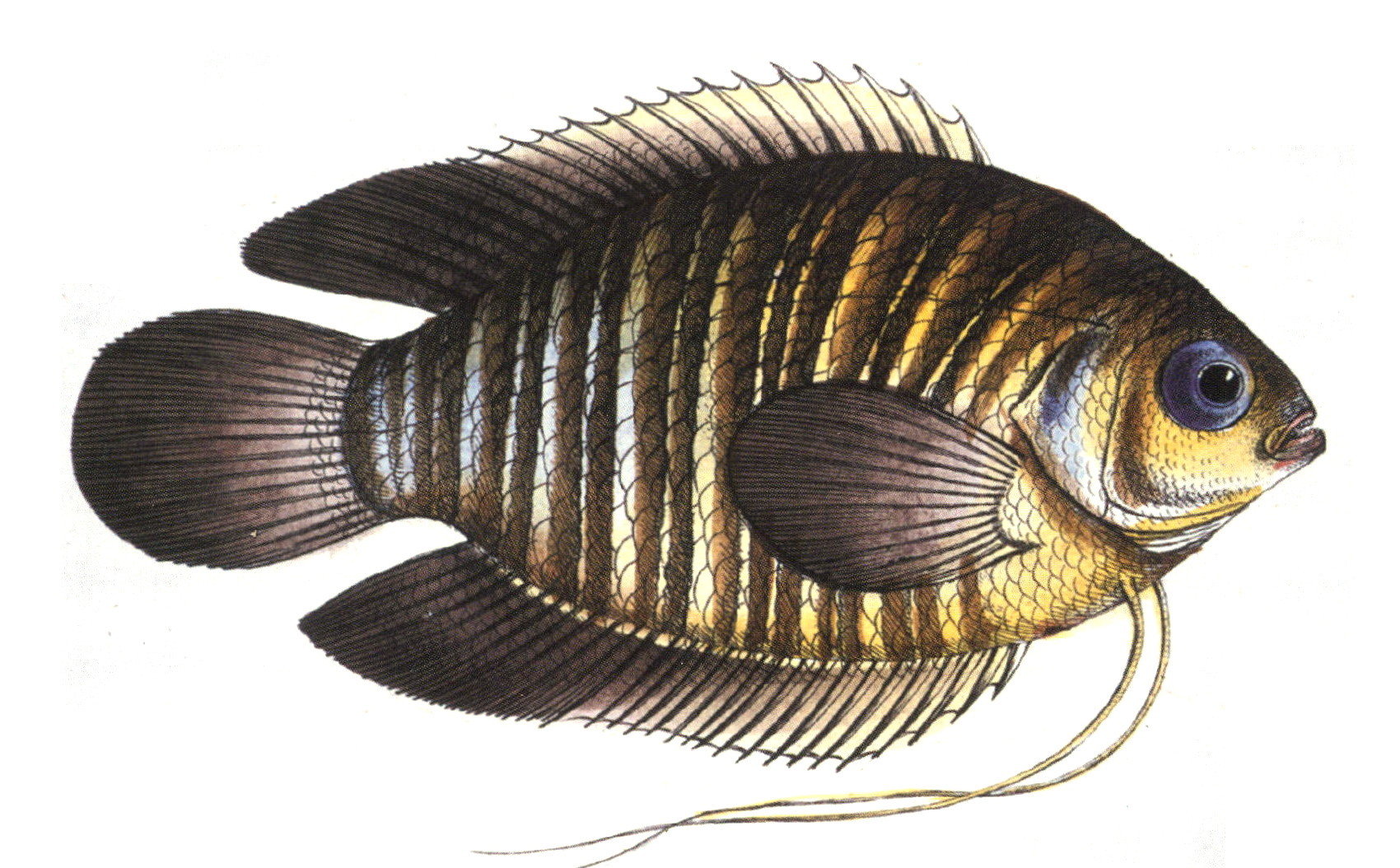
Trichogaster fasciata
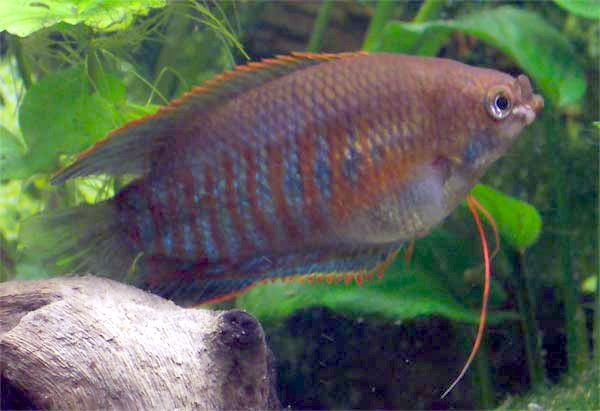
Trichogaster labiosa